# Вест
Вест (ијек. вијест), најкраћи је, најједноставнији и најпопуларнији облик писане или говорне и визуелне информације о неком догађају, појави, друштвеном понашању или некој личности. Преувеличана или лажна вест у медијима назива се „новинска патка“.
Вест је главни жанр новинарског обликовања новости; отуда и назив многих дневних листова и информативних емисија. Сама реч вест потиче из језика старих Словена када је значила – „знање“. Под утицајем Словена пруска реч weist значи исто што и пољски облик wiešć. Тиме се вест дефинише као знање; ново – а постаје и комуниколошка дефиниција да је информација свако ново сазнање. Трећи српски лист штампан у Бечу 1792. имао је име „Славено-сербскија вједомости“.

## Значење

### Етимологија
Енглеска реч news развијена је у 14. веку као специјални вид употребе множине речи „new”. У средњоенглеском језику, еквивалентна реч је била newes, као што је у француском nouvelles и у немачком Neues. Слични развојни путеви присутни су у словенским језицима, чешка и словачка реч noviny (од nový, „ново”), што је когнат пољског nowiny, бугарског novini и руског новости - и у келтским језицима: велшко newyddion (од newydd) и корнско nowodhow (од nowydh).
Џесики Гарецон Fинч се придају заслуге за формирање фразе „актуелни догађаји” (engl. current events) док је предавала на Барнард колеџу током 1890-их.

### Новост
Као што произилази из имена, „вести” обично конотирају презентацију нових информација. Новина вестима даје неизвестан квалитет који је разликује од пажљивијег истраживања историје или других научних дисциплина. Док историчари имају тенденцију да догађаје посматрају као узрочно повезане манифестације основних процеса, вести углавном описују догађаје изоловано и искључују расправу о односима међу њима. Вести типично описују свет у садашњости или у непосредној прошлости, чак и кад су се најважнији аспекти вести догодили давно у прошлости - или се очекује да ће се они појавити у будућности. Да би се оформила вест, процес који је у току мора да има неки „исказ”, догађај у времену који га усидрава на садашњи тренутак. Слично томе, вести се често баве аспектима стварности који изгледају необично, девијантно или необично. Отуда чувени изрека да „пас уједа човека” није вест, док „човек уједа пса” јесте.
Још једна последица новости вести је да, како нова технологија омогућава новим медијима брже ширење вести, „споријим” облицима комуникације остаје могућност да се удаље од „вести” и усредсреде на „анализу”.

### Роба
Према неким теоријама, „вести” су све што индустрија вести проје. Новинарство, широко схваћено на исти начин, је чин или занимање прикупљања и пружања вести. Са комерцијалне перспективе, вести су једноставно један улаз, заједно са папиром (или електронским сервером) неопходан за припрему коначног производа за дистрибуцију. Новинска агенција овај ресурс испоручује „на велико”, а издавачи га побољшавају за малопродају.